# Бен (Ивлен)
Бен (фр. Beynes) насеље је и општина у Француској у региону Париски регион, у департману Ивлен која припада префектури Рамбује.
По подацима из 2005. године у општини је живело 7600 становника, а густина насељености је износила 387,9 становника/km². Општина се простире на површини од 18,56 km². Налази се на средњој надморској висини од 50 метара (максималној 134 m, а минималној 39 m).

## Демографија
| 1962. | 1968. | 1975. | 1982. | 1990. | 1999. | 2011. |
| ----- | ----- | ----- | ----- | ----- | ----- | ----- |
| 1.372 | 1.571 | 5.501 | 7.593 | 7.445 | 7.200 | 7.600 |

График промене броја становника у току последњих година